# Roskilde Festival 1982
Roskilde Festivalen i 1982 blev afholdt fra 2. juli til den 4. juli. Hovednavnene var det irske band U2, Mike Oldfield fra Storbritannien og Jackson Browne fra USA.

## Musikgrupper
- U2 (I)
- Jackson Browne (USA)
- Mike Oldfield (UK)
- Ideal
- Osibisa
- Gnags (DK)
- Ulf Lundell
- Eva Dahlgren
- Sneakers (DK)
- Battlefield Band
- Malurt (DK)
- Rough Trade
- Defunkt
- Santa Cruz
- Kliché
- Big Mama
- Bifrost (DK)
- Hans Theessink
- Hassisen Kone
- Lissa
- Mek Pek Party Band (DK)
- Cheetah
- Jomfru Ane Band  (DK)
- Alex Campbell
- Voxpop Erik Grip
- Trille (DK)
- Ebba Grön (S)
- Jtb Doraz
- Bogart
- Filarfolket
- Jan Hammarlund
- Hom Bru
- Before (DK)
- Aston Reymers Rivaler
- New Celeste
- La Bamboche
- Annika Hoydal (FO)
- Jango Edwards
- Babatunde Tony Ellis
- Strk Band
- Jef Jaison
- Lotte Rømer Band
- Mkvirg
- Haster Show Band
- Harp'n Drum
- Per Wium (DK)
- Road Runner String Band
- Rdtjrnen Musikbevægelsen
- Arkadaslar
- Andrew John (UK)